# Phare d'Ellerholzhafen
Le phare d'Ellerholzhafen (en allemand : Leuchtturm Ellerholzhafen) est un phare actif situé dans l'arrondissement de Hambourg-Mitte à Hambourg (Land de Hambourg), en Allemagne.
Il est géré par la WSV de Hambourg .

## Histoire
Le phare d'Ellerholzhafen , mis en service le 20 juin 1903, se trouve sur un quai du port de Hambourg, entre Kaiser-Wilhelm-Hafen et Ellerholzhafen.
En 1969, il a été rehaussé avec une tour radar.

## Description
Le phare est une tour octogonale en brique rouge, prolongée par une construction octogonale effilée de 22 m de haut, avec une galerie et une haute lanterne en cuivre. Son feu fixe émet, à une hauteur focale de 19 m, un lumière rouge dont la portée est de 4 milles nautiques (environ 7,5 km).
Identifiant : ARLHS : FED-295 - Amirauté : B1593.96.
|          |
| Le phare |

|          |
| Le phare |

### Lien connexe
- Liste des phares en Allemagne